# Гроткопп, Мартин
Мартин Гроткопп (нем. Martin Grothkopp, 21 июня 1986, Дрезден, Саксония) — немецкий бобслеист-разгоняющий, олимпийский чемпион 2018 года в четвёрках, трёхкратный чемпион мира и двукратный чемпион Европы.

## Спортивная карьера
До 2013 года Мартин Гроткопп занимался лёгкой атлетикой, где специализировался в беге на 400 метров. На чемпионате Европы по лёгкой атлетике среди молодёжи в 2007 году он занял 3 место в эстафете 4×400 метров.
В сезоне 2013/2014 года Мартин Гроткопп впервые принял участие в этапе Кубка мира, где в четвёрке с пилотом Томасом Флоршюцом занял 9 место. С сезона 2014/2015 года начал выступать в экипаже с пилотом Франческо Фридрихом, на этапе в Калгари он дважды был вторым в двойках и четвёрках.
На чемпионате мира 2015 года Мартин Гроткопп, выступая в двойке с Франческо Фридрихом, стал чемпионом мира в смешанных командах. На чемпионате мира 2017 года он стал чемпионом мира в четвёрках.
На олимпийских играх 2018 года в Пхёнчхане четвёрка с пилотом Франческо Фридрихом и Мартином Гроткоппом в составе стала олимпийскими чемпионами.

## Результаты

### Олимпийские игры
| Олимпийские игры | Двойки | Четверки |
| ---------------- | ------ | -------- |
| 2018 Пхёнчхан    | —      | 1        |

### Чемпионаты мира по бобслею и скелетону
| Чемпионаты мира | Двойки | Четверки | Смешанные команды |
| --------------- | ------ | -------- | ----------------- |
| 2015 Винтерберг | —      | 4        | 1                 |
| 2017 Кёнигсзе   | —      | 1        | —                 |